# Giulio Attilio Schettini
Giulio Attilio Schettini (Firenze, 18 maggio 1937 – Zurigo, 27 settembre 1968) è stato un giornalista italiano.
Fu, fino al 1968 (anno della sua morte) vicedirettore e caporedattore de Lo Specchio, settimanale degli anni sessanta di orientamento conservatore.

## Biografia
Giulio Schettini, fiorentino, nacque in una famiglia di assai rigide tradizioni. 
Secondogenito di Vincenzo e Matilde Cangiano (Laura la primogenita, Annarosa la terzogenita). Suo padre era un militare di carriera, di orientamento socialdemocratico, che aveva servito con onore nelle guerre d'Africa (varie medaglie al valore, perse un occhio in azione durante la campagna in Africa del Nord nel 1942). Il nonno, l'Avvocato Alfredo Attilio Schettini, fu un altero intellettuale, storico membro del primo socialismo di fine ottocento nel meridione d'Italia. Il nonno materno, il Commissario Giuseppe Cangiano, fu vittima di un agguato e cadde in servizio a Firenze nel 1920, anche suo zio Renzo, ufficiale di artiglieria, cadde in combattimento nel 1943 contro i nazisti in Jugoslavia dopo i fatti dell'8 settembre. 
Il contesto familiare era quindi caratterizzato da un forte spirito di servizio verso il paese, un milieu di tradizione e rigore che lo condusse a studi classici (poi l'iscrizione alla facoltà di legge) ed a una posizione politica ed ideale decisamente conservatrice.
Schettini si trasferirà a Roma nel 1963 e sposerà nel 1964 Cinzia Maria dei Gherardini, aristocratica fiorentina, da cui tre figli, Jacopo, Bardo e Lorenzo. 
Morì sul finire del 1968, a trentatré anni, a causa di un'operazione chirurgica al cuore. Il fatto generò un certo sconcerto in quella Firenze sonnacchiosa di cui, da Roma, lo Schettini spesso scriveva. E ne scriveva con rispetto se si trattava di raccontare della sua storia. Con qualche ironia, se si trattava di raccontare dei suoi salotti.

## Il contesto storico
Il contesto storico e sociale della metà del Novecento in Italia, era diviso tra l'angoscia della minaccia internazionale portata avanti dall'Unione Sovietica e gli entusiasmi sociali di una nazione in rapida ricostruzione ma caratterizzata da forti contraddizioni. Da un lato la disinvoltura affaristica dei nuovi ricchi, dall'altra una coscienza civile di derivazione ottocentesca ormai destinata ad essere scalzata dagli eventi. Contraddizioni che albergavano indifferentemente in ogni area politica e geografica del paese.

In questo contesto, il settimanale Lo Specchio ed il giornalismo conservatore in genere, si fecero portatori non politicamente ideologizzati di un richiamo a costumi e pratiche di rigore che ormai andavano scomparendo .

## Il suo giornalismo
Il punto di osservazione di Schettini andava sicuramente trovato nella corrente intellettuale del tradizionalismo cristiano radicato intorno ai miti della cavalleria e del Graal, studi all'epoca destinati a pochi addetti e coltivati da storici dell'esoterismo come Attilio Mordini, assieme al quale condividevano articoli e commenti su riviste di chiara ispirazione esoterica come "Il Ghibellino", sul quale scrisse anche Julius Evola. Dello stesso gruppo facevano parte vari altri intellettuali come ad esempio lo storico Franco Cardini a cui era legato da amicizia. 
Ma la penna di Schettini era quella di un toscano, quindi graffiante ed ironica, e diede anche corpo alla nota "Cronaca Bizantina" con la quale Lo Specchio settimanalmente trattava temi di varia umanità e vanità in modo irriverente. Una riedizione, rivisitata e moderna, della antica Cronaca Bizantina che fu rivista quindicinale fondata a Roma nel lontano 1881, in cui scrissero Giosuè Carducci, Luigi Capuana, Giovanni Verga, Gabriele D'Annunzio. Rivista (che uscì per l'ultima volta nel marzo 1886) che fu un esempio di critica feroce alla Roma di Depretis, trasformista e, appunto, bizantina. Una delle pagine più note di quelle cronache rivisitate in salsa anni Sessanta furono gli articoli al vetriolo sui personaggi della sinistra cattolica dell'epoca, perfino su Don Milani, raccontate dallo stesso prelato.
Tra i colleghi di Schettini nel noto settimanale conservatore romano si cita anche Pier Francesco Pingitore, Anton Giulio Bragaglia e Giorgio Nelson Page, quest'ultimo fondatore e direttore del settimanale. Nella sua carriera fu anche redattore del quotidiano Secolo d'Italia, e attivò collaborazioni con l'Agenzia di stampa "Orbis" e con La Nazione di Firenze.
Schettini morì prematuramente nel 1968. Dopo anni di oblio, la critica italiana riscoprì Schettini sul finire degli anni ottanta del XX secolo quando fu preso a modello come anticorpo di un sistema politico già malato e destinato a soccombere alla crisi del 1992.